# Amália Rodrigues
Amália Rebordão Rodrigues (n. 23 iulie 1920, Pena⁠(d), Districtul Lisabona, Portugalia – d. 6 octombrie 1999, Lisabona, Portugalia), cunoscută sub numele de Amalia Rodrigues, a fost o cântăreață de fado și actriță portugheză. Cunoscută sub numele de Rainha do Fado (,,Regina Fado-ului"), Rodrigues a ajutat la popularizarea fadoului la nivel mondial, având turnee internaționale între anii 1950 și 1970. Ea a devenit una dintre cele mai importante figuri în dezvoltarea genului, cu o carieră de 50 de ani într-o epocă de aur a fado-ului, Rodrigues a fost o sursă de inspirație importantă pentru alți reprezentanți de fado și de muzică populară, cum ar fi Madredeus, Dulce Pontes și Mariza. Rodrigues a contribuit la impunerea fadoului ca gen muzical pe harta mondială a muzicii.

## Viața personală
Documentele oficiale dau data de naștere ca 23 iulie. Amália spus, însă, întotdeauna că ziua ei de naștere a fost de 1 iulie 1920. Ea s-a născut în Fundão, o casă pe (Strada) Rua dos Galegos. Familia Rebordão (din partea materna) își are rădăcinile în Souto da Casa, municipalitatea Fundão, iar bunicul lui Rodrigues a lucrat ca fierar în acest sat. În biserica parohială din Fundão este certificatul de botez al Amaliei Rodrigues, un document care a fost, de asemenea, publicat in Jurnalul de Fundão după moartea cântăreței. Rodrigues a crescut în sărăcie, în Lisabona. Copilăria ei a fost plină de lipsuri și ea a trebuit să lucreze ca zilieră, inclusiv ca vânzătoare de fructe în chei Lisabona.

## Cariera de cântăreață
Rodrigues a început să cânte ca amatoare în jurul anului 1935. Primul ei angajament profesional într-o locație unde se cânta în stil fado a avut loc în 1939, când a devenit rapid un star. Acolo l-a întâlnit pe Frederico Valério, un compozitor clasic instruit, care, recunoscând potențialul vocii ei, a scris melodii expansive personalizate -concepute pentru vocea Amaliei. Valério a adăugat acompaniament orchestral tradiționalului fado. Printre aceste fado-uri erau "Fado do Ciúme", "Ai Mouraria", "Que Me Deus Perdoe", și "Não Sei porque Te Foste Embora."
Rodrigues a început o carieră în cinematografie cu un debut în 1946 cu "Echipament de protecție pentru Negras", urmat de un mai bine cunoscut film, "Fado" (1947).
Ea a devenit cunoscută în străinătate, cu turnee la Spania, un sejur de lungă durată în Brazilia (în cazul în care, în 1945, ea a făcut primele ei înregistrări sub marca producătorului brazilian Continental) și Paris (1949). În 1950, în timp ce prezenta un spectacol cu ocazia unui eveniment internațional legat de Planul Marshall, ea a făcut cunoscut în lume cântecul "Aprilie în Portugalia" ,al cărui titlu original era "Coimbra".
La începutul anilor 1950, patronajul poetului portughez David Mourão-Ferreira a marcat începutul unei noi etape: Rodrigues a cântat cu mulți poeți din țară, iar unii au scris versuri special pentru ea. Relația ei cu poezia a contribuit la schimbări în fado-ul tradițional: poeți de marcă au început să contribuie și să scrie în mod special pentru acest stil de muzică.